# Peach Property
Peach Property Group AG ist ein schweizerisches Unternehmen, das sich mit Mietwohnungen in deutschen «B-Städten» beschäftigt.

## Geschichte
Das Unternehmen wurde 2001 gegründet. Zu Beginn fokussierte man sich noch auf Luxuswohnungen. Diesen Fokus liess man aber 2015 bei einem Strategiewechsel fallen. Seit November 2010 ist das Unternehmen an der SIX Swiss Exchange kotiert. Die Firma kam nach einem guten Geschäftsverlauf während der COVID-19-Pandemie mit den Leitzinsänderungen ab 2022 in eine schwierige Phase. Im April 2023 trat der langjährige CEO Thomas Wolfensberger zurück, nachdem der Aktienkurs massiv gesunken war. Mit einer Wandelanleihe versuchte Peach Property ihren Refinanzierungsbedarf bis 2025 zu decken. Im Oktober 2023 traten auch Reto Garzetti, exekutiver Präsident des Verwaltungsrats und der Verwaltungsrat Kurt Hardt von ihren Ämtern zurück. Das Jahr 2024 schloss das Unternehmen wieder mit einem hohen Verlust von 200,5 Millionen Euro ab.

## Unternehmen
Peach Property investiert in Mietwohnungen in sogenannten «B-Städten» von Ballungsstädten in Deutschland. Das Unternehmen besitzt (Stand August 2020) 23'000 Wohneinheiten.
Der damalige CEO Thomas Wolfenberger war 2020 mit über 11 Prozent der ausgegebenen Aktien grösster Aktionär des Unternehmens. Weitere Grossktionäre waren zu diesem Zeitpunkt Gerd Schepers und die Kreissparkasse Biberach. Im September 2020 wurde bekannt gegeben, dass mit Ares Management Corporation ein neuer Ankeraktionär gefunden wurde.